# Continuità educativa
La continuità educativa è un insieme di strategie formative che mirano allo sviluppo armonico della persona, dall'infanzia fino all'età matura, mettendo in comunicazione pedagogica i vari stadi dell'età evolutiva e i corrispondenti progetti formativi elaborati per i singoli cicli scolastici. Tra gli obiettivi fondamentali della continuità educativa c'è la riduzione del fenomeno della dispersione scolastica, mediante strategie mirate anche alla promozione dell'orientamento.
La rilevanza concettuale, psicopedagogica e culturale della continuità educativa risiede essenzialmente nel carattere progressivo e unitario dello sviluppo della persona.

## Continuità nell'età evolutiva
La complessità psicopedagogica dell'età evolutiva comporta la necessità di concentrare l'impegno educativo nel periodo della preadolescenza e dell'adolescenza, con tutte le problematiche che accompagnano la turbolenza di questa età difficile.
L'esigenza di raccordare tra di loro i progetti educativi, con particolare attenzione alle classi iniziali di un ciclo e a quelle terminali del precedente comporta la necessità del dialogo tra i gradi contigui, sia sul piano metodologico, sia su quello dell'informazione reciproca. Vari studi concordano sulla opportunità di valorizzare le esperienze pregresse e individualizzare l'intervento didattico, specialmente nelle classi iniziali dove si addensano le sofferenze scolastiche.

## Continuità educativa e dispersione scolastica
Il fenomeno dei drop out, ossia dei ragazzi che abbandonano la scuola anzitempo, è in Italia particolarmente allarmante. Siamo infatti agli ultimi posti in Europa, con picchi di abbandono del 22-26% nel Mezzogiorno e con percentuali preoccupanti anche nel resto del Paese. Dal momento che le percentuali dell'abbandono coincidono con quelle dell'insuccesso scolastico e si concentrano soprattutto nelle classi iniziali della scuola secondaria di primo e di secondo grado (in breve, scuole medie e superiori), ne consegue l'esigenza del raccordo tra i rispettivi cicli.
Uno degli strumenti normativi è il fascicolo dell'alunno che dovrebbe correttamente accompagnarlo lungo tutto il percorso formativo. Nella prassi didattica è abbastanza diffuso l'uso delle prove d'ingresso e di uscita, mentre risultano più rare le iniziative dirette a motivare gli alunni e a individualizzare gli interventi in rapporto ai bisogni dei singoli.

## Continuità educativa e orientamento
È molto rilevante il rapporto di interdipendenza tra continuità educativa e orientamento scolastico e professionale. L'orientamento è peraltro un processo di auto-identificazione che dura tutta la vita. In quanto tale, esso può consentire a ciascuno di operare scelte consapevoli, acquisire adeguate competenze e realizzarsi a livello personale, sociale e professionale. Un itinerario formativo atto a promuovere l'orientamento come maturazione della persona copre l'intero arco esistenziale (educazione permanente), però vede realizzarsi la sua fase più intensa e decisiva negli anni dell'adolescenza.
A partire dagli anni novanta, non solo si è intensificata la ricerca scientifica su questo argomento, ma si sono anche moltiplicate le iniziative a livello locale. Tuttavia la prassi corrente si limita a considerare l'orientamento più che altro nei momenti terminali, quelli che preludono alle scelte scolastiche o professionali.